# Lespedeza texana
Lespedeza texana är en ärtväxtart som beskrevs av Nathaniel Lord Britton. Lespedeza texana ingår i släktet Lespedeza och familjen ärtväxter. Inga underarter finns listade i Catalogue of Life.